# Daredevil
Daredevil (prawdziwe nazwisko Matt Michael Murdock) – fikcyjna postać (superbohater) z komiksów wydawnictwa Marvel Comics oraz różnego rodzaju adaptacji. Został stworzony przez Stana Lee i Billa Everetta. Po raz pierwszy pojawił się w Daredevil Vol. 1 #1 z kwietnia 1964 roku. Twórcy chcieli stworzyć koncepcję superbohatera, który podobnie jak Fantastyczna Czwórka, czy też Spider-Man nie był pozbawiony pewnych wad. W przypadku tej postaci „wadą” miała być niemożność widzenia, aczkolwiek z początku Lee obawiał się negatywnej reakcji osób niewidomych, co jak później się okazało bezpodstawne, gdyż z czasem zaczął otrzymywać od organizacji charytatywnych listy, w których wyrażano się pozytywnie o tym pomyśle. Marvelowskiego Daredevila nie należy mylić z postacią komiksową o tej samej nazwie, która ukazywała się w komiksach wydawanych przez Lev Gleason Publications w latach 40. i 50. XX wieku.
Daredevil to pochodzący z Hell’s Kitchen w Nowym Jorku, niewidomy od dzieciństwa mściciel, który nocami walczy z przestępczością na ulicach metropolii w kostiumie diabła. Charakteryzuje go niezwykle wyostrzony, radarowy słuch i zmodyfikowana biała laska, której używa w swoich akrobatycznych skokach. Pierwotnie jego kostium był żółty, później stał się czerwony. Jego pseudonim tłumaczy się na język polski jako „śmiałek”, „szaleniec”, lub „odważny do przesady” (ktoś, kto podejmuje jakieś działanie, nie zważając na zagrożenie lub trudności). Na co dzień Matt Murdock pracuje jako prawnik. Działalność Matta Murdocka ma związek z próbą pomszczenia śmierci jego ojca – znanego boksera, który został zamordowany przez gangsterów za odmowę wzięcia udziału w ustawionej walce. Znany jest także pod przydomkiem The Man Without Fear (Człowiek Nie Znający Strachu).
Nad serią Daredevila pracowało wielu twórców komiksu. Stan Lee opuścił serię wraz z Daredevil vol. 1 #50, natomiast Bill Everett opuścił serię już po pierwszym numerze. Schedę po nim przejęli tacy rysownicy jak: Joe Orlando, Wally Wood, Bob Powell, John Romita, Sr., Gene Colan, John Romita, Jr., Joe Quesada i inni, natomiast autorami scenariuszy byli m.in. Ann Nocenti, Kevin Smith, Brian Michael Bendis, Ed Brubaker. Postać Daredevila stała się popularna głównie za sprawą Franka Millera. Został on przydzielony do serii w 1979 roku (od Daredevil vol. 1 #158). Wraz z numerem #168 został jej scenarzystą. Opuścił on serię trzy lata później, by powrócić do prac nad przygodami bohatera w wybranych projektach. Jedną ze szczególnych zmian, jakie wprowadził Miller, było uczynienie z postaci katolika.
Daredevil był również bohaterem różnego rodzaju adaptacji komiksów Marvel Comics. W pierwszej planowanej wersji aktorskiej tej postaci, tytułową rolę miał zagrać Ben Carruthers (towarzyszyć mu miała w roli Black Widow była żona Davida Bowiego – Angela Bowie) w serialu telewizyjnym o przygodach superbohatera, jednak jego emisja nie doszła do skutku. Kolejny raz Daredevil zagościł w filmie telewizyjnym Hulk przed sądem (The Trial of the Incredible Hulk) z 1989, w reżyserii Billa Bixby'ego, a w rolę niewidomego mściciela wcielił się Rex Smith (występ postaci w filmie miał dać początek spin-offowi, który nie został zrealizowany). W filmie Daredevil z 2003 roku jego postać zagrał Ben Affleck. W serialu telewizyjnym dla platformy Netflix - Daredevil oraz w kontynuacji dla Disney+ - Daredevil: Born Again tytułową rolę superbohatera gra Charlie Cox.

## Opis postaci

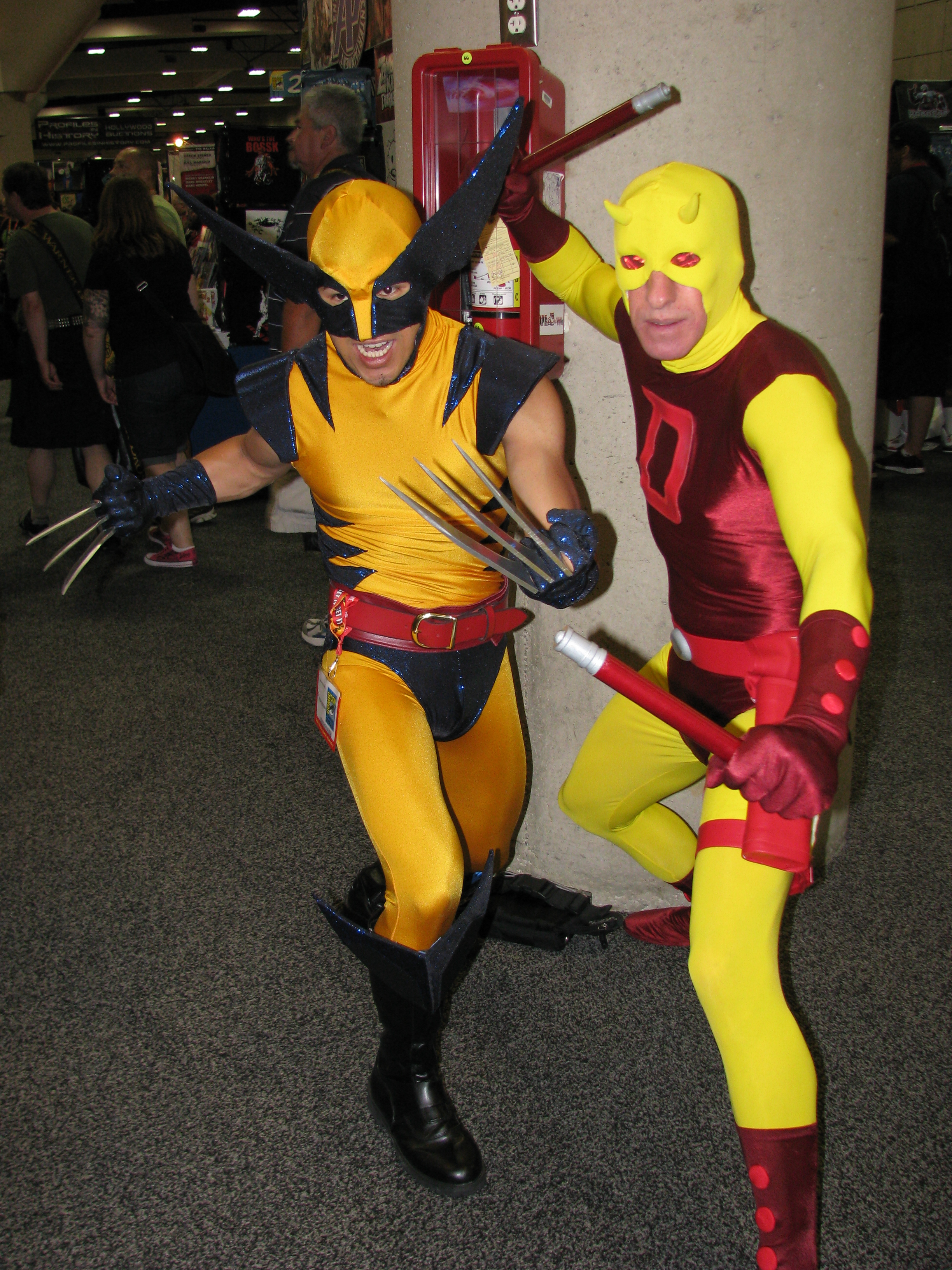
Cosplay pierwszego kostium Daredevila (z Cosplayem Wolverine'a)

Geneza bohatera została opowiedziana w historii Daredevil: The Man Without Fear autorstwa Franka Millera. Matt Murdock jako dziecko był samotnie wychowywany przez ojca Jacka „Battling Jack” Murdocka, byłego mistrza boksu. Obaj mieszkali w nowojorskim Hell’s Kitchen. Chłopiec idealizował swojego ojca, jednak ten pragnął by jego syn nie poszedł w jego ślady, gdyż były gwiazdor sportu stał się teraz narzędziem przestępców, biorącym udział w ustawianych walkach bokserskich, a także pracował jako żołnierz mafii, trudniący się zbieraniem długów.
Życie Matta zmieniło się w dniu, w którym udało mu się uratować na jezdni niewidomego starca przed potrąceniem go przez ciężarówkę. Kiedy jednak bliżej nieokreślona radioaktywna zawartość beczek, które wiozła ciężarówka, wylała się chłopcu na twarz, ten utracił całkowicie wzrok. Mimo iż chłopiec stał się odtąd ślepy, jego wszystkie pozostałe zmysły zostały wyostrzone, zwłaszcza zmysły węchu i dotyku, a także słuchu, który przeistoczył się u Matta w specyficzny „zmysł radaru”. Z początku Mattowi ciężko było żyć po utracie wzroku. Wszystko zmienił mężczyzna o przezwisku Stick (były mistrz ninja), który wyszkolił go w sztukach walki i pokazał, jak przydatne mogą być jego wyostrzone zmysły w życiu codziennym oraz poruszaniu się po dachach ogromnego miasta. Kiedy wydawało się, że życie Matta zaczyna wracać do normy, mafioso o przezwisku Fixer, będący przełożonym Jacka, nakazał mu poddać walkę. W czasie tego pojedynku bokserskiego Matt siedział na widowni, dlatego jego ojciec postanowił nie spełnić polecenia przełożonego i wygrał. Wściekły Fixer wydał wyrok śmierci na byłego mistrza, przez co Matt został sierotą. Kiedy nieco podrósł, wymierzył sprawiedliwość mordercy jego ojca.
Gdy Matt skończył studia prawnicze, postanowił dalej walczyć ze zbrodnią jako Daredevil – Człowiek Nie Znający Strachu. Jego przyjacielem, a później też wspólnikiem stał się Franklin „Foggy” Nelson, zaś ich sekretarką była piękna Karen Page (jedna z wielu kochanek Matta). Jeszcze w czasie uczęszczania do college'u poznał Elektrę – ciemnowłosą greczynkę, będącą femme fatale i doskonale wyszkoloną zabójczynią (postać wprowadzona przez Franka Millera). Kolejną ważną postacią poboczną był Ben Urich – reporter śledczy. W czasie swojej kariery superbohatera, Daredevil miał też wielu wrogów. Wśród nich byli: Wilson Fisk (lepiej znany jako Kingpin) – brutalny mafioso i jeden z największych przeciwników bohatera; Owl – złoczyńca wyposażony w ostre szpony i urządzenie pozwalające mu latać; Bullseye – psychopatyczny morderca, który może przekształcić dowolny obiekt w śmiercionośną broń miotaną; Purple Man – przestępca, którego skóra wydziela substancję, dzięki której może kontrolować innych; Mr. Fear – złoczyńca korzystający z gazu, który wywołuje u ofiar paniczny strach, lub Stilt-Man – złoczyńca wykorzystujący mechaniczne szczudła by przerastać i zgnieść swoich przeciwników.
W historii Daredevil: Odrodzony (Daredevil: Born Again) Franka Millera z 1986 roku (składająca się z numerów Daredevil vol. 1 #227-#233) Kingpin poznaje ukrytą tożsamość Daredevila za sprawą byłej dziewczyny Murdocka, Karen Page (przedstawiona na nowo przez Millera jako uzależniona od narkotyków gwiazda filmów pornograficznych), która sprzedaje Matta za działkę. Dysponując tą wiedzą, Kingpin zaczął burzyć życie Murdocka, kawałek po kawałku. W 1998 roku seria została wprowadzona na nowo. Wówczas pojawiła się kolejna ważna historii (składającej się z numerów Daredevil vol. 2 #1-#8) pod tytułem Daredevil: Diabeł stróż (Daredevil: Guardian Devil) autorstwa Kevina Smitha i Joe Quesady, będącą w dużej mierze kontynuacją Daredevil: Born Again.

## Moce i umiejętności
Wraz z utratą wzroku przez Daredevila, jego cztery pozostałe zmysły zostały wyostrzone do nadludzkiego poziomu. Poza tym wykształcił się u niego tzw. „zmysł radaru”, który pozwala mu wykrywać kształty otaczającego go środowiska. Dzięki szkoleniu jakie dał mu Stick, Matt stał się znakomitym akrobatą, a także mistrzem sztuk walki. Jego bronią jest specjalnie zmodyfikowana biała laska, której używa do walki.

## Antagoniści
- Kingpin / Wilson Fisk – publicznie biznesmen i filantrop, jednak przed opinią publiczną skrywa fakt bycia czołową figurą w przestępczym świecie Nowego Jorku. Choć wygląda na otyłego, w rzeczywistości jest umięśniony. Jednocześnie jest inteligentny i gotowy na wszystko, dzięki czemu unika sprawiedliwości. Pierwotnie wróg Spider-Mana, za sprawą Franka Millera stał się największym wrogiem Daredevila[2]. W filmowej adaptacji z 2003 roku był Afroamerykaninem.
- Bullseye / Lester – psychopatyczny zabójca na zlecenie, posiadający umiejętność rzucania dowolnymi przedmiotami (np. karty do gry) i strzelania z doskonałą celnością. Pseudonim złoczyńcy oznacza środek tarczy strzeleckiej.
- Owl / Leland Owlsley – jeden z głównych wrogów Daredevila, posługujący się tematyką sów. Wyposażony jest w ostre szpony i urządzenie pozwalające mu latać.
- Dłoń (ang. Hand) – organizacja doskonale wyszkolonych ninja.
- Purple Man / Zebediah Killgrave – chorwacki były szpieg, którego skóra wskutek kontaktu z eksperymentalnym gazem nabrała purpurowego koloru. Wydziela feromony, dzięki którym może wpływać na wolę innych ludzi. Arcywróg Jessiki Jones.
- Gladiator / Melvin Potter – chory psychicznie krawiec uzbrojony w tarcze piłowe na nadgarstkach. Dzięki pomocy prawnej od Matta Murdocka zszedł ze złej drogi, jednak w wyniku knowań Mister Feara kompletnie oszalał[8].
- Stilt-Man / Wilbur Day – inżynier, który skonstruował dla siebie pancerz wyposażony w wysuwające się teleskopowo nogi, umożliwiający mu wzniesienie się na znaczną wysokość.
- Leap-Frog / Vincent Patilio – złodziej i poszukiwacz przygód ubrany w strój żaby, dzięki któremu ma możliwość wykonywania długich i wysokich skoków. Po pewnym czasie zszedł ze złej drogi i zajął się życiem rodzinnym.
- Matador / Manuel Eloganto – były matador, który nie cieszył się popularnością z powodu swej brutalności przysiągł zemstę na ludzkości[9].
- Mysterio / Quentin Beck – pierwotnie przeciwnik Spider-Mana, wykorzystujący efekty specjalne i sztukę iluzji aby rozproszyć przeciwnika. Mając opinię drugoligowego superzłoczyńcy i po wykryciu raka chciał zakończyć życie epickim wpędzeniem w szaleństwo Daredevila, którego uznał za takiego samego drugoligowca. Po starciu z Daredevilem w historii Daredevil: Diabeł stróż popełnił samobójstwo.

## Postacie drugoplanowe
- Elektra Natchios – grecka zabójczyni, zakochała się w Daredevilu. Została zabita przez Bullseye’a, a następnie wskrzeszona.
- Natasza Romanow/Czarna Wdowa – rosyjska super-agentka, która została członkinią Avengers, była dziewczyną Daredevila i partnerowała mu w jego działaniach superbohatera.
- Franklin „Foggy” Nelson – partner Matta Murdocka, razem z nim prowadzący kancelarię prawną.
- Karen Page – była sekretarka Murdocka i Nelsona. Miała romans z Mattem. Po wyjeździe do Hollywood Później stoczyła się przez uzależnienie od narkotyków i grywanie w filmach porno. Została zamordowana przez Bullseye’a.
- Ben Urich – nowojorski dziennikarz śledczy, pracujący dla The Daily Bugle. Jeden z nielicznych cywilów znających prawdziwą tożsamość Daredevila.
- Spider-Man / Peter Parker – ukąszony przez napromieniowanego pająka, Peter zyskał jego moce. Wykreował tożsamość Niesamowitego Człowieka-Pająka, dla zarabiania pieniędzy. Po tym, jak jego wujek został zamordowany, podjął on decyzję o zostaniu superbohaterem. Podobnie jak Daredevil, chroni Nowy Jork przed złoczyńcami.
- Punisher / Frank Castle – zabójca przestępców, który ze względu na metody swojego działania często wchodzi w konflikt z Daredevilem, ale też czasem staje się jego tymczasowym sprzymierzeńcem.
- Power-Man / Luke Cage – czarnoskóry bohater obdarzony pancerną skórą, będący przyjacielem Daredevila i pełniący czasem rolę ochroniarza Matta Murdocka.

## Adaptacje

### Filmy kinowe
- Daredevil (Daredevil) – reż.: Mark Steven Johnson (2003)
- Elektra (Elektra) – reż.: Rob Bowman (2005)[a].
- Spider-Man: Bez drogi do domu (Spider-Man: No Way Home) – reż.: Jon Watts (2021)

### Seriale i filmy telewizyjne
- Hulk przed sądem (The Trial of the Incredible Hulk) – reż.: Bill Bixby (1989)
- Daredevil (Marvel’s Daredevil) – twórca: Drew Goddard (2015-2018)
- Defenders (Marvel’s The Defenders) – twórcy: Douglas Petrie, Marco Ramirez (2017)
- Mecenas She-Hulk (She-Hulk: Attorney at Law) – twórca: Jessica Gao (2022)
- Echo – twórca: Marion Dayre (2024)
- Daredevil: Odrodzenie – twórcy: Dario Scardapane, Matt Corman i Chris Ord (2025)

### Seriale animowane
- Fantastyczna Czwórka (Fantastic Four), odc. 14 (1994-1996)[10]
- Spider-Man (Spider-Man: The Animated Series), odc. 33-34 (1994-1998)[11][12]
- Spider-Man: przyjazny pająk z sąsiedztwa (Your Friendly Neighborhood Spider-Man), odc. 6 (2025)[13]

### Gry komputerowe
- Spider-Man – na platformy: PlayStation, Nintendo 64, Dreamcast, Game Boy Advance i Microsoft Windows (2000).
- Daredevil – na platformę: Game Boy Advance (2003)
- Marvel Nemesis: Rise of the Imperfects – na platformy: PlayStation 2, PSP, Xbox, GameCube i Nintendo DS (2005).
- Marvel: Ultimate Alliance – na platformy: PlayStation 2, Xbox, Xbox 360, Wii, GameBoy Advance, PSP i Microsoft Windows (2006).
- Marvel: Ultimate Alliance 2 – na platformy: PlayStation 2, PlayStation 3, Xbox 360, Wii, Nintendo DS (2009).
- Marvel Super Hero Squad Online – na platformy: Microsoft Windows i OS X (2011).
- Lego Marvel Super Heroes – na platformy: PlayStation 3, PlayStation Vita, PlayStation 4, Xbox One, Nintendo DS i OS X (2013).

## Komiksy o Daredevilu wydane w Polsce
| Tytuł polski                           | Tytuł angielski                                                                                    | Zawartość | Wydawnictwo         | Uwagi |
| -------------------------------------- | -------------------------------------------------------------------------------------------------- | --- | ------------------- | --- |
| Daredevil: Człowiek nieznający strachu | Daredevil: The Man Without Fear                                                                    | Daredevil: The Man Without Fear (vol. 1) #1-5 | TM-Semic i Hachette | Siódmy numer serii Mega Marvel. Historia została wydana ponownie w 24. tomie kolekcji Superbohaterowie Marvela.               |
| Essential Daredevil tom 1              | Essential Daredevil Vol. 1                                                                         | Daredevil Vol.1 #1-25 | Mandragora          | |
| Essential Daredevil tom 2              | Essential Daredevil Vol. 2                                                                         | Daredevil (vol. 1) #26-48, Daredevil King-Size Special #1, Fantastic Four (vol. 1) #73                                                                       | Mandragora          | |
| Daredevil: Odrodzony                   | Daredevil: Born Again                                                                              | Daredevil (vol. 1) #227-233 | Hachette            | 20. tom Wielkiej Kolekcji Komiksów Marvela. Wydane ponownie przez Egmont w Daredevil: Frank Miller – tom 4.                   |
| Daredevil: Diabeł Stróż                | Daredevil: Guardian Devil                                                                          | Daredevil (vol. 2) #1-8 | Egmont i Hachette   | Wydanie Egmontu zostało podzielone na 2 tomy. Wydane ponownie przez Hachette jako 47. tom Wielkiej Kolekcji Komiksów Marvela. |
| Kraina cieni                           | Shadowland                                                                                         | Shadowland #1-5 | Hachette            | 69. tom Wielkiej Kolekcji Komiksów Marvela. Wydane ponownie przez Egmont w Daredevil Nieustraszony – tom 7.                   |
| Daredevil: Naznaczony śmiercią         | Daredevil: Marked for Murder                                                                       | Daredevil Vol.1 #158-161, 163-167 | Hachette i Egmont   | 85. tom Wielkiej Kolekcji Komiksów Marvela. Wydane ponownie przez Egmont jako Daredevil: Frank Miller – tom 1.                |
| Daredevil: Wściekłość i Wrzask         | Daredevil: Sound and Fury                                                                          | Daredevil Vol.3 #1-6 | Hachette            | 99. tom Wielkiej Kolekcji Komiksów Marvela.                                                                                   |
| Daredevil: Chinatown                   | Daredevil: Chinatown                                                                               | All-New, All-Different Point One #1, Daredevil (vol. 5) #1-5                                                                                                 | Hachette            | 164. tom Wielkiej Kolekcji Komiksów Marvela.                                                                                  |
| Daredevil: Żółty                       | Daredevil: Yellow                                                                                  | Daredevil: Yellow #1-6 | Mucha Comics        | Część „kolorowej” serii Jepha Loeba i Tima Sale’a.                                                                            |
| Daredevil Nieustraszony – tom 0        | Daredevil: Guardian Devil                                                                          | Daredevil (vol. 2) #½, 1-15, 20-25, 50-55 | Egmont              | |
| Daredevil Nieustraszony – tom 0        | Daredevil: Parts of a Hole                                                                         | Daredevil (vol. 2) #½, 1-15, 20-25, 50-55 | Egmont              | |
| Daredevil Nieustraszony – tom 0        | Daredevil: Playing to the Camera                                                                   | Daredevil (vol. 2) #½, 1-15, 20-25, 50-55 | Egmont              | |
| Daredevil Nieustraszony – tom 0        | Daredevil: Echo                                                                                    | Daredevil (vol. 2) #½, 1-15, 20-25, 50-55 | Egmont              | |
| Daredevil Nieustraszony – tom 1        | Daredevil: The Man Without Fear! by Brian Michael Bendis & Alex Maleev: Ultimate Collection Book 1 | Daredevil (vol. 2) #16-19, 26-40 | Egmont              | |
| Daredevil Nieustraszony – tom 2        | Daredevil: The Man Without Fear! by Brian Michael Bendis & Alex Maleev: Ultimate Collection Book 2 | Daredevil (vol. 2) #41-50, 56-60 | Egmont              | |
| Daredevil Nieustraszony – tom 3        | Daredevil: The Man Without Fear! by Brian Michael Bendis & Alex Maleev: Ultimate Collection Book 3 | Daredevil (vol. 2) #66-81, What If Karen Page Had Lived? oraz Ultimate Marvel Team-Up #6-8                                                                   | Egmont              | |
| Daredevil Nieustraszony – tom 4        | Daredevil: The Man Without Fear! by Ed Brubaker & Michael Lark: Ultimate Collection Book 1         | Daredevil (vol. 2) #82-93 | Egmont              | |
| Daredevil Nieustraszony – tom 5        | Daredevil: The Man Without Fear! by Ed Brubaker & Michael Lark: Ultimate Collection Book 2         | Daredevil (vol. 2) #94-105 | Egmont              | |
| Daredevil Nieustraszony – tom 6        | Daredevil: The Man Without Fear! by Ed Brubaker & Michael Lark: Ultimate Collection Book 3         | Daredevil (vol. 2) #106-119, (vol. 1) #500 | Egmont              | |
| Daredevil Nieustraszony – tom 7        | Daredevil: The Devil’s Hand                                                                        | Dark Reign: The List – Daredevil (listopad 2009), Daredevil (vol. 1) #501-512, Shadowland #1-5, Shadowland: After the Fall, Daredevil: Reborn #1-4           | Egmont              | |
| Daredevil Nieustraszony – tom 7        | Shadowland                                                                                         | Dark Reign: The List – Daredevil (listopad 2009), Daredevil (vol. 1) #501-512, Shadowland #1-5, Shadowland: After the Fall, Daredevil: Reborn #1-4           | Egmont              | |
| Daredevil Nieustraszony – tom 7        | Daredevil: Shadowland                                                                              | Dark Reign: The List – Daredevil (listopad 2009), Daredevil (vol. 1) #501-512, Shadowland #1-5, Shadowland: After the Fall, Daredevil: Reborn #1-4           | Egmont              | |
| Daredevil Nieustraszony – tom 7        | Daredevil: Reborn                                                                                  | Dark Reign: The List – Daredevil (listopad 2009), Daredevil (vol. 1) #501-512, Shadowland #1-5, Shadowland: After the Fall, Daredevil: Reborn #1-4           | Egmont              | |
| Elektra                                | Elektra Saga                                                                                       | Daredevil (vol. 1) #168, 174-181 | Hachette            | 40. tom kolekcji Superbohaterowie Marvela. Wydane ponownie przez Egmont w Daredevil: Frank Miller – tom 3.                    |
| Daredevil: Frank Miller – tom 1        | Daredevil. Visionaries: Frank Miller, Volume 1                                                     | Daredevil (vol. 1) #158-161, 163-167 | Egmont              | |
| Daredevil: Frank Miller – tom 2        | Daredevil. Visionaries: Frank Miller, Volume 2                                                     | Daredevil (vol. 1) #168-182 | Egmont              | |
| Daredevil: Frank Miller – tom 3        | Daredevil. Visionaries: Frank Miller, Volume 3                                                     | Daredevil (vol. 1) #183-191, pojedyncze historie z What If? #28, 35, Bizarre Adventures, Marvel Graphic Novel #24 oraz powieść graficzna Elektra Lives Again | Egmont              | |
| Daredevil: Frank Miller – tom 3        | Daredevil: Love and War                                                                            | Daredevil (vol. 1) #183-191, pojedyncze historie z What If? #28, 35, Bizarre Adventures, Marvel Graphic Novel #24 oraz powieść graficzna Elektra Lives Again | Egmont              | |
| Daredevil: Frank Miller – tom 3        | Elektra Lives Again                                                                                | Daredevil (vol. 1) #183-191, pojedyncze historie z What If? #28, 35, Bizarre Adventures, Marvel Graphic Novel #24 oraz powieść graficzna Elektra Lives Again | Egmont              | |
| Daredevil: Frank Miller – tom 4        | Daredevil by Frank Miller Omnibus Companion                                                        | Daredevil (vol. 1) #219, 226-233, Daredevil: The Man Without Fear #1-5 oraz Peter Parker, the Spectacular Spider-Man #27-28                                  | Egmont              | |